# Сауе
Са́уе (ест. Saue linn) — місто в Естонії без статусу самоврядування, адміністративний центр волості Сауе повіту Гар'юмаа. Розташоване в південно-західному передмісті Таллінна.

## Населення
Чисельність населення на 1 січня 2017 року становила 5731 особу.
Населення за роками

## Історія
1792 року в маєтку Сауе збудований панський будинок за проектом талліннського архітектора Йоганна Шульца.
У 1920-ті роки навколо мизи почало з'являтися дачне містечко.
1960 року поселення Сауе приєднано до Таллінна.
11 квітня 1973 року утворено селище міського типу (alev) Сауе, яке підпорядковувалося міській раді Таллінна. Загальна площа населеного пункту становила 350,8 га.
6 червня 1991 року містечку Сауе наданий статус місцевого самоврядування.
25 серпня 1993 року Сауе стало містом (linn).
10 червня 1997 року місто Сауе отримало свій герб та прапор.
|                                                         |
| Герб та прапор міського самоврядування Сауе (1997—2017) |

21 липня 2016 року на підставі Закону про адміністративний поділ території Естонії Уряд Республіки прийняв постанову № 82 про утворення нової адміністративної одиниці — волості Сауе — шляхом об'єднання територій міського самоврядування Сауе й трьох волостей: Керну, Ніссі й Сауе. Зміни в адміністративно-територіальному устрої, відповідно до постанови, мали набрати чинності з дня оголошення результатів виборів до ради нового самоврядування.
15 жовтня 2017 року в Естонії відбулися місцеві вибори. Утворення волості Сауе набуло чинності 24 жовтня 2017 року. Місто Сауе втратило статус самоврядування і вилучено з «Переліку адміністративних одиниць на території Естонії». EHAK-код міста змінений з 0728 на 7453.

## Пам'ятки
- Головний будинок[11] та інші будівлі мизи Сауе.

## Транспорт
Через населений пункт проходять автошляхи 4 (Таллінн — Пярну — Ікла) та 11, відповідно естонські частини європейських маршрутів E67 та E265.
У місті діє зупинний пункт залізничної лінії Таллінн — Кейла, розташований за 19 км від Балтійського вокзалу в Таллінні.

## Мери
- 1989—1999 Орм Валтсон (Orm Valtson)
- 1999—2002 Андрес Паюла (Andres Pajula)
- 2002—2004 Яан Мокс (Jaan Moks)
- 2004—2007 Еро Лійвік (Ero Liivik)
- 2008—2010 Орм Валтсон
- 2010—2012 Гаррі Паюнді (Harry Pajundi)
- 2012—2015 Генн Пиллуаас (Henn Põlluaas)
- 2015—2016 Тину Урва (Tõnu Urva)
- 2016—2017 Гаррі Паюнді (останній мер міста)

## Галерея

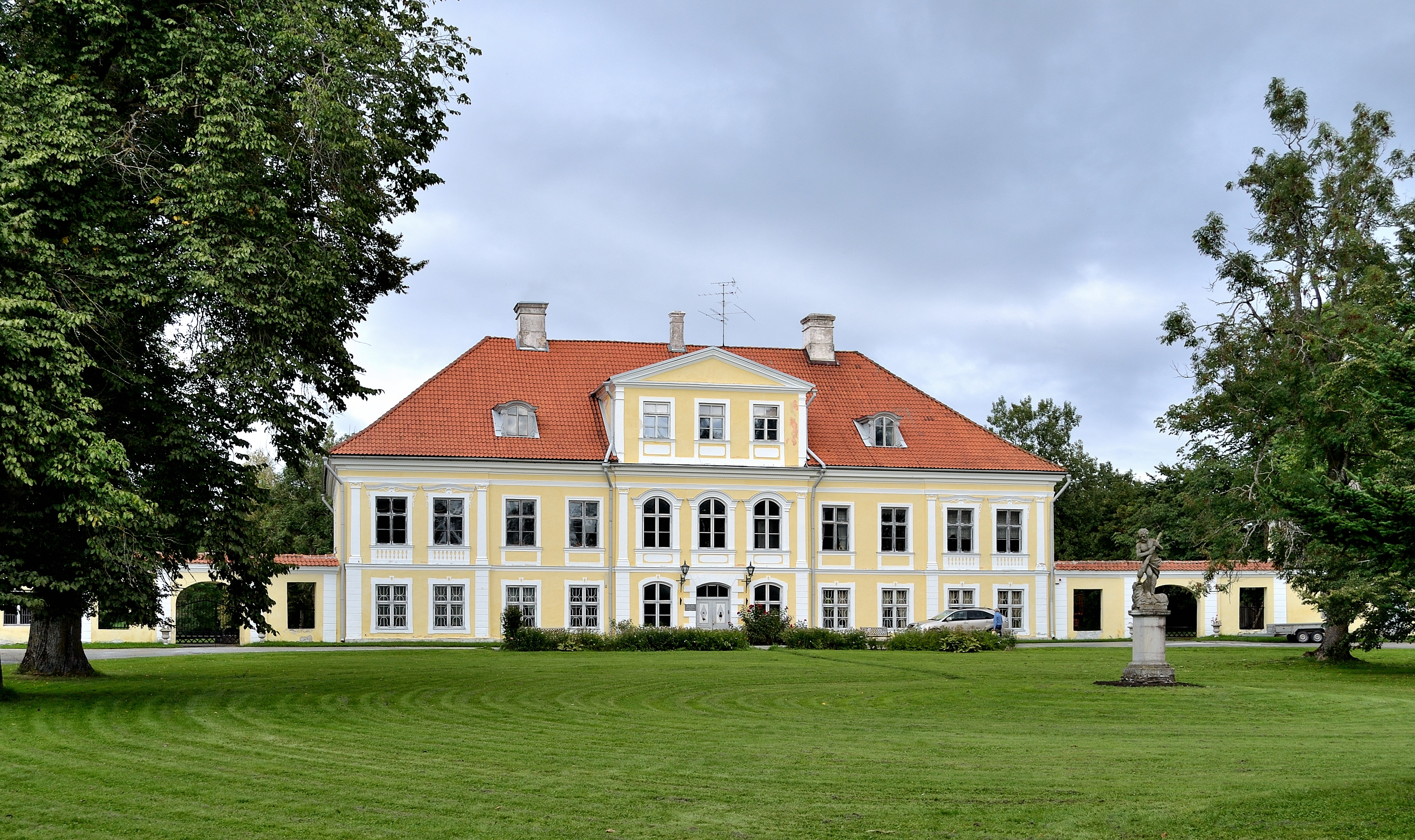
Головна будівля мизи
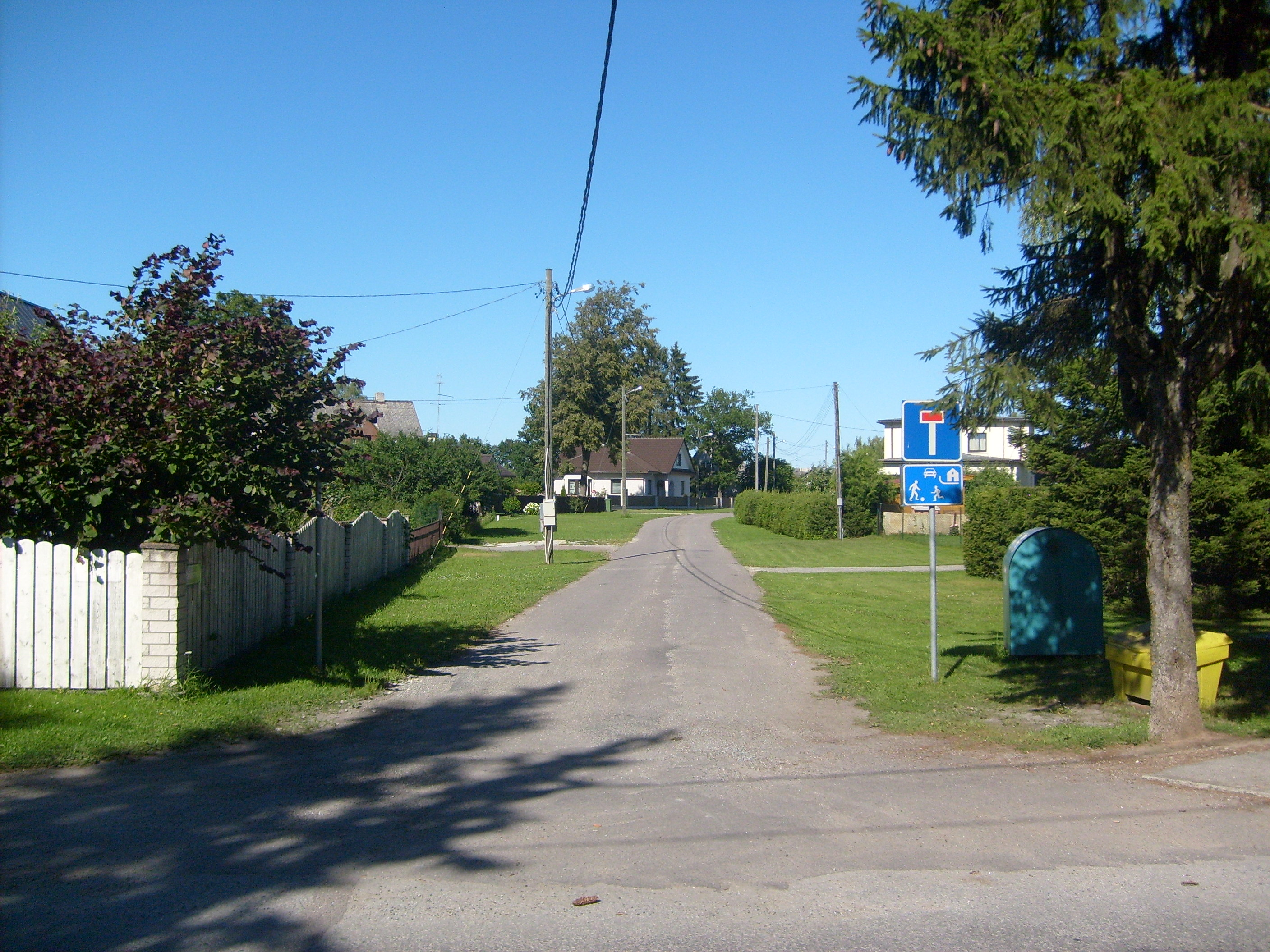
Міська вулиця
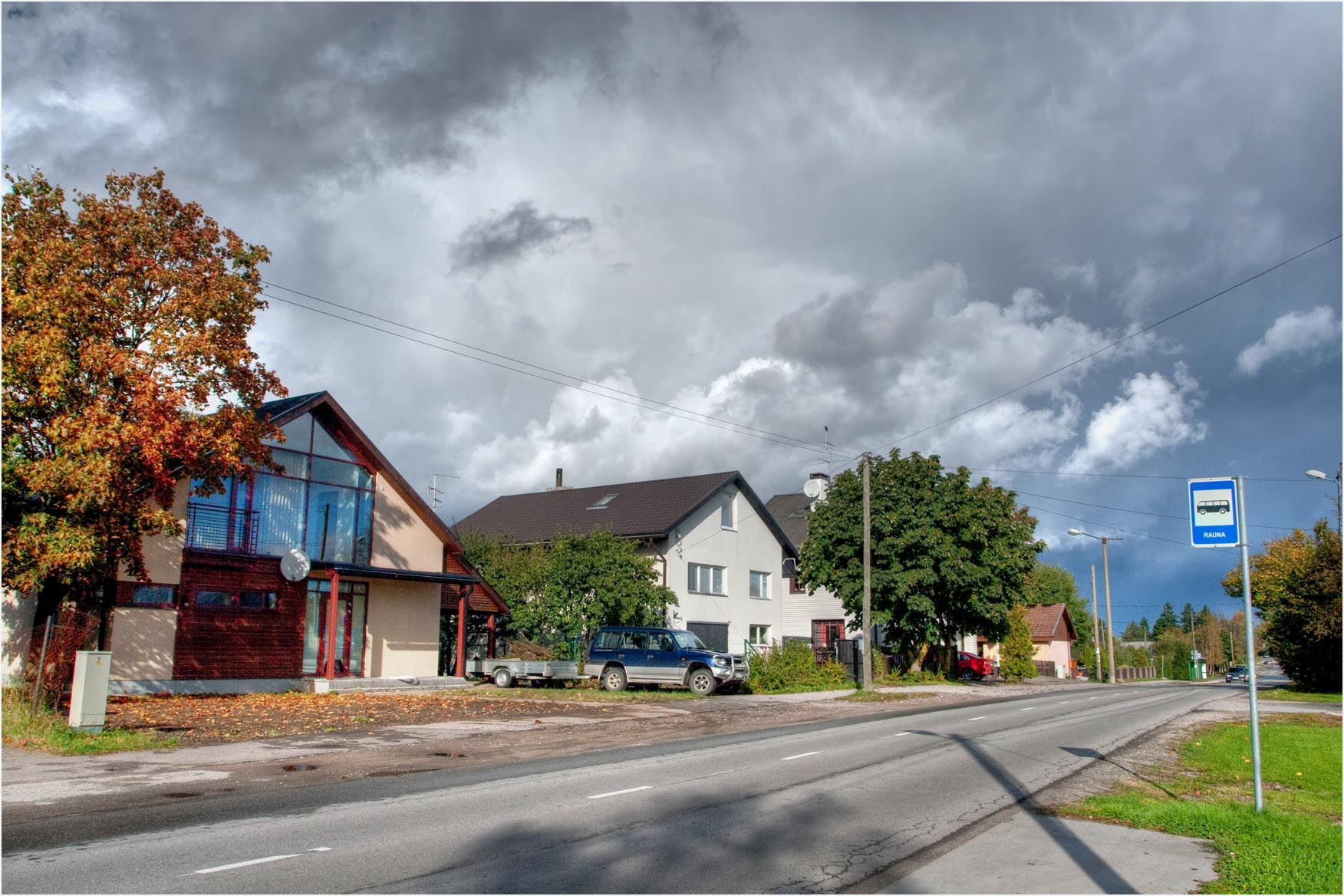
Міська вулиця
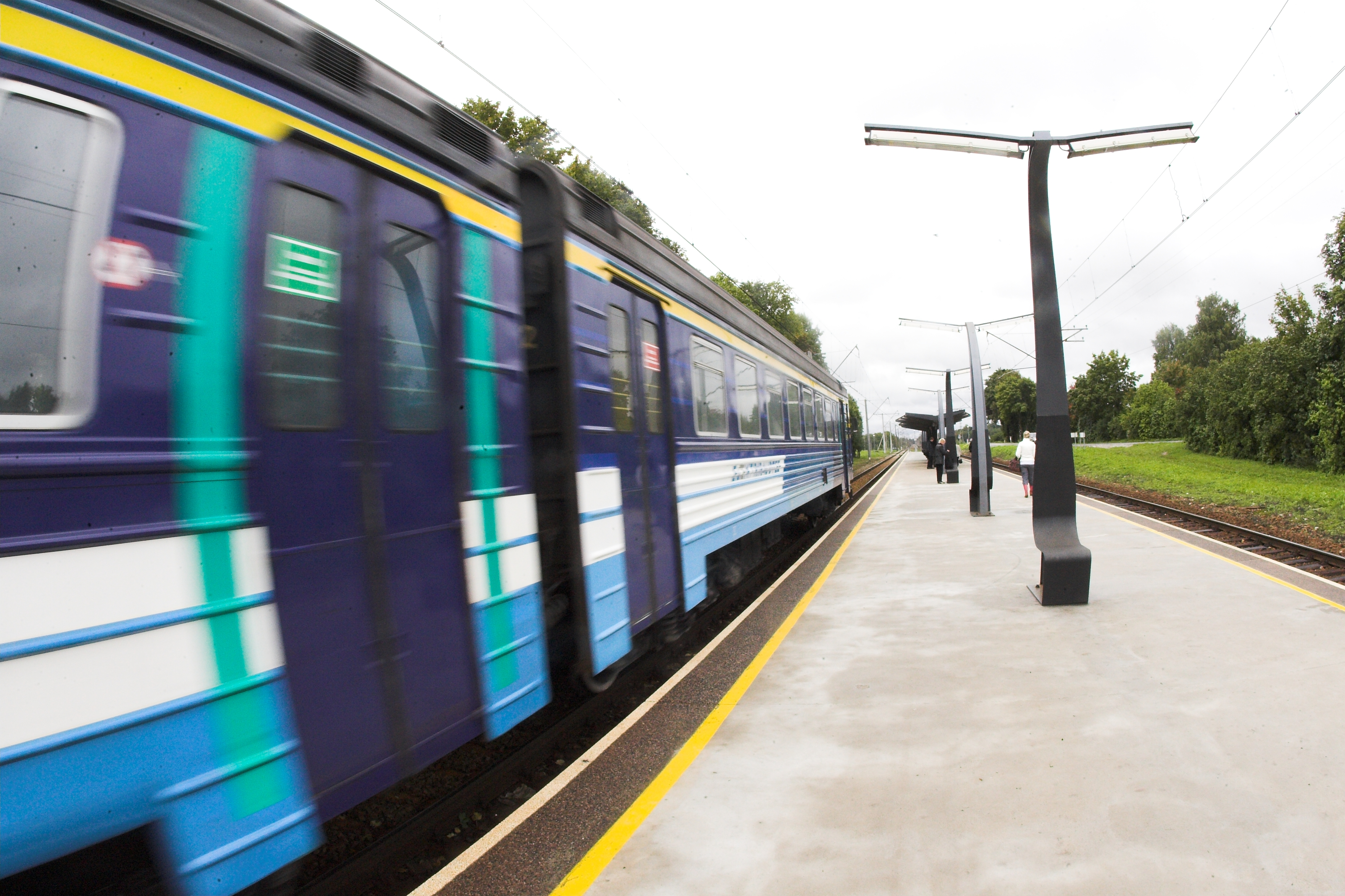
Зупинний пункт у Сауе